# Käinby Motorstadion

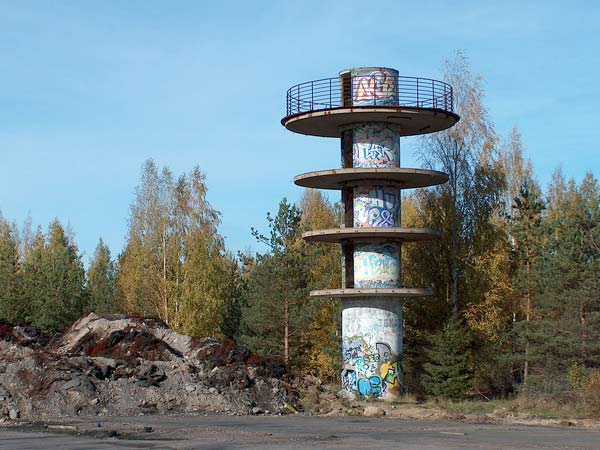
Resterna av tävlingsledartornet 2005.

Käinby Motorstadion (fi. Keimolan moottorirata) var en racerbana i stadsdelen Käinby i finska Vanda, 20 km norr om Helsingfors som var i aktivt bruk under åren 1966 till 1978. 
Banan byggdes på initiativ av racerföraren Curt Lincoln. Bygget påbörjades 1965 och banan invigdes den 12 juni 1966.
I slutet av 1960-talet användes banan för formelbilstävlingar som formel 2 och formel 3. Tävlingarna lockade tidens största förare, som Jim Clark, Graham Hill, Jack Brabham, Jochen Rindt och Denny Hulme.
Mellan 1970 och 1972 kördes sportvagnsracing i Interserie. Åren 1974 till 1978 användes banan för rallycrosstävlingar, med framgångar för svenska förare som Björn Waldegård och Per-Inge Walfridson. Här hölls även Finlands första dragracingtävling 1975.
Det mesta av banan är idag riven och har blivit ett bostadsområde istället men ledartornet står kvar som ett monument. Den nordvästra delen av banan går fortfarande att urskilja men är mestadels överväxt med träd och gräs.